# مونت موریس
مونت موریس (انگلیسی: Monté Morris؛ زادهٔ ۲۷ ژوئن ۱۹۹۵) بازیکن بسکتبال اهل ایالات متحده آمریکا است.
از باشگاه‌هایی که در آن بازی کرده‌است می‌توان به دنور ناگتس اشاره کرد.